# Bård Torstensen
Bård Torstensen, född 1961 i Arendal, är gitarrist i den svenska rapmetal-gruppen Clawfinger. Han är den enda i gruppen som inte bor i Sverige utan bor i Norge, vilket gör det problematiskt med skivinspelningar. Han gör även backing vocals på skivorna och livekonserterna.